# Ahu

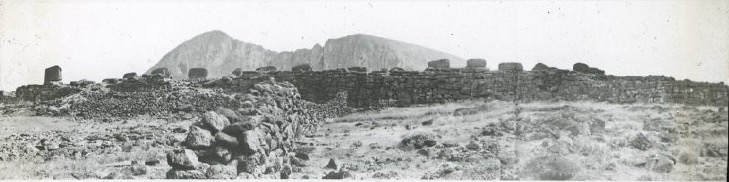
Ahu Tongariki vyfocená během výpravy Katherine Routledge na Velikonoční ostrov roku 1914. V pozadí kráter Rano Raraku

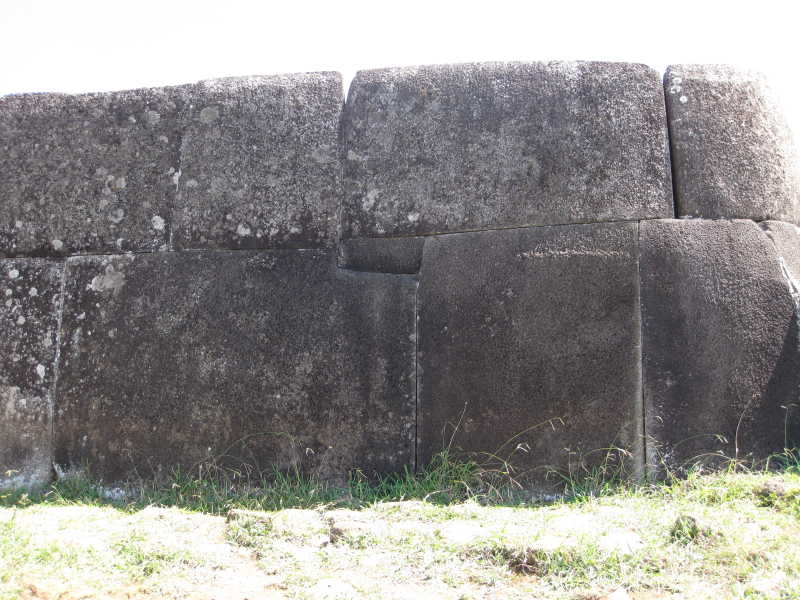
Ahu Vinapu vytvořené přesným kamenictvím.

Ahu jsou kamenné plošiny na Velikonočním ostrově, zbudované původním polynéským obyvatelstvem ostrova k ceremoniálním a společenským účelům.

## Plošiny ahu
Plošiny ahu patří vedle monumentálních soch moai k nejvýznamnějším kamenným památkám na Velikonočním ostrově. Nacházejí se podél celého pobřeží ostrova a výjimečně též ve vnitrozemí ostrova. Každá z kamenných plošin ahu sloužila jedné vesnici jako společenské, náboženské a pohřební centrum. Při obřadech u plošin ahu ostrované používali a manipulovali s velkými dřevěnými postavami, pokrytými látkami tapa.
Tyto obřady popsali La Pérouse i Eugène Eyraud.

### Charakteristika plošin
Plošiny ahu se vzájemně liší vzhledem, rozměry i dochovalým stavem. Mnohé z nich byly po dobu své existence přestavovány. Na ostrově se nachází více než 300 ahu. Zhruba 125 z nich neslo v závěrečném období kamenné sochy moai. Množství ahu mělo pouze jednu sochu moai. Naopak na Ahu Tongariki, na největší ahu na ostrově, dlouhé zhruba 200 metrů, bylo umístěno 15 moai.
Ačkoliv se jednotlivé ahu vzhledově liší, mnohé z nich mají některé společné prvky:
- Těleso plošiny bývalo tvořeno volně nasypanými kameny a zeminou, povrch pak byl zformován uspořádanými kameny, tak že celé plošina měla obdélníkový tvar,
- Zadní stěna plošiny byla tvořena kamennou zdí, vysokou několik decimetrů až několik metrů. Až na výjimku, kterou je Ahu Akivi, byla zadní stěna ahu vždy přivrácena k moři.
- Prostranství před ahu bylo zarovnáno a vydlážděno plochými kameny či oblázky.
- Oba konce ahu jsou v několika případech ukončeny křídly, kamennými přístavbami, kolmými k podélné ose ahu.
- Osazení horní plochy plošiny sochami moai se dělo až v závěrečném období existence plošiny.

Předpokládá se, že i ty plošiny, v jejich blízkosti se nenacházejí moai, byly doplněny dřevěnými sochami, které se však nedochovaly.

Některé ahu jsou ozdobeny petroglyfy, zobrazujícími lidské hlavy nebo rozmanitá zvířata (ptáky, ryby či krysy).

### Novodobé rekonstrukce
Ahu se nacházejí v rozmanitém stavu – od relativně dochovalých až po pouhé hromady kamení. Jedna z ahu bylo dokonce zdemolována dynamitem. Několik ahu bylo v posledních desetiletích zrekonstruováno, včetně opětovného vztyčení několikatunových soch:
- Ahu Ature Huki zrekonstruoval v padesátých letech Thor Heyerdahl,
- William Mulloy od šedesátých let dvacátého století provedl rekonstrukci několika ahu, především v komplexu Tahai a Ahu Akivi,
- V letech 1978-1980 zrekonstruoval místní archeolog Segio Rapu Ahu Nau Nau.
- V devadesátých letech dvacátého století provedl japonský tým rekonstrukci Ahu Tongariki.

### Seznam nejvýznamnějších ahu
- Ahu Akivi
- Hanga Ho’onu
- Ahu Ko Te Riku
- Ahu Nau Nau
- Opulu
- Ahu Tongariki
- Ahu Tahai
- Ahu Tepeu
- Ahu Te Pito Kura
- Ahu Vai Uri
- Akahanga
- Anakoirororoa
- Vaimata
- Vinapu